# 관절대차
관절대차(關節臺車)는 철도 차량 연결부에 놓아 전후의 차량을 지지하는 대차로, 연접대차(連接臺車)라고도 부른다.

## 역사
관절대차를 채택한 최초의 급행 열차는 1932년 독일의 플리겐더 함부르크였으머, 관절대차는 미국의 경우 20세기 내내 사용하였다. 1934년 파이오니어 제퍼, 서던 퍼시픽 데이라이트 관절차, 유니언 퍼시픽 철도의 M-10000과 같은 초기 유선형 차량에서 어느 정도 성과를 거두었다. 오스트레일리아에서는 1984~1985년에 도입된 멜버른 B급 트램에 처음 사용되기 시작했다.

## 장착 차량
관절대차는 타트라 K2와 오슬로의 SL79 등 일부 노면전차(노면전차)에도 장착되어 있다. 다음은 대표적인 관절대차 장착 차량이다.

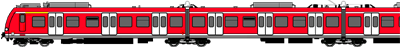
독일 DBAG 423 등급 S반 EMU

- 프랑스 - TGV
- 대한민국 - KTX-I, KTX-산천
- 영국 - 영국 철도 373
- 스위스·스웨덴 - DSB IC3
- 일본 - 신칸센 L0계, E331계

## 장·단점
| - 장점 1. 두 차체가 연결기를 개입시키지 않고 대차에 의해 직접 연결된 구조이므로 진동이 적다. 2. 대차의 총 수를 줄일 수 있으므로 비용이 절감되며, 경량화가 가능하다. 3. 차체에 대한 대차의 변위각이 작아지므로 곡선구간 통과가 용이해진다. 4. 곡선구간 통과 시 차체가 원래의 점유범위를 초과하는 양이 작아지므로 점유폭이 작아진다. 때문에 같은 건축한계라면 보다 넓은 폭의 차체를 이용할 수 있다. 5. 차실과 대차가 분리되므로 실내의 주행소음을 경감할 수 있다. 6. 대차의 회전축이 두 차체 사이에 위치해 있으므로 차상고를 내릴 수 있고 중심도 내려가므로 안정성이 높아진다. 7. 충돌이나 탈선, 사고 시에도 분리되지 않아 승객 안전에 유리하다. | - 단점 1. 개별 차량의 연결 및 분리는 불가능하므로 전동차, 디젤동차 같이 한 개 편성으로 이루어진 열차로만 구성되어야 한다. 2. 개별 차량의 연결, 분리가 불가능하므로 화물열차로 사용하기에는 제약이 있다. 3. 유지보수가 번거로울 수 있다. 4. 차량 길이에 제한이 있는 한편, 대차의 축간거리는 어느 정도 길어야 한다. 5. 1량당 2축만으로 차량 하중을 지지함으로써 따라 차량 전체 길이가 짧아진다. 6. 대차간격은 차량한계를 고려하여 길게 할 수 없으므로 그만큼 차체장은 보기 대차 편성에 비해 짧게 해야 한다. 7. 차축이 적으므로 축중이 증가하여 궤도 부담이 커진다. |

## 참고 문헌
1. ↑  
국가철도공단. “관절대차: 철도용어사전”. 2020년 12월 26일에 확인함.

내용주
1. ↑  6량 편성의 경우, 보기 대차에는 12개의 대차가 필요한 반면, 관절대차는 7개로 끝난다.
2. ↑  2단적재 화차에는 사용되고 있다.

## 같이 보기
- 가공 전차선
- 궤간
  - 협궤
  - 표준궤
  - 광궤
- 대차
- 보기 대차
- 선로
- 절연구간
- 집전장치
- 제3궤조